# ミレトスのヒッポダモス
ミレトスのヒッポダモス（Hippodamus of Miletus、Hippodamosとも表記、 生没年不明）は紀元前5世紀頃に活動したミレトス生まれとされるアーバニズムの問題に関心を持ったギリシア人都市計画家。史上の残っている最初の都市計画家とされる。その他、政治理論家、哲学者。自然科学系の分析で博学、いくつかの伝記では気象学者とも記されている。
彼について、アリストテレスが「すべての面でオリジナル、名を成す事に賢明、髪は濃い。夏も冬も毛布を使った高級衣装を身にまとっている」と書き残している。ヒッポダモス自身もアリストテレスの『政治学』に従って都市計画学を創始し、1万人の市民が住む理想都市を案出していったという。アリストテレスの著作によって、ヒッポダモスの理論は以降まで知られていき、ルネサンス以後のアーバニズムについて著わした作家、たとえば『ユートピア Utopia』を書いたサー・トマス・モアなどに影響を与えた。
ヒッポダモスはアテネ人達に、古代ギリシア諸都市の無計画さにかえて、明快かつ整然として全く機能的な都市計画をすることの意義を示したという。実際アテネに住み、ペリクレスの友人であったことは知られ、ためにペリクレスの社会概念をともにしたとみられている。都市計画を本人が手がけたとされる都市では、いずれも機能的な構成を基本とした計画で、格子状パターンはのちにヒッポダモス方式、とよばれた。この理想都市は市民が3階層（兵士、聴人、農民）に分かれ、土地も三つの部分（聖地、公有地、私有地）に分かれて提案されているという。格子状プランは古代後期、ヘレニズム時代に多用された。
ヒッポダモスの名から連想されるような格子状プランは、当時の中心都市アッティカにはなかったことが知られている。一方、イオニアではBC7世紀からすでに使われていることが知られていて、ミレトス型都市はほかにはニコラス・ペプスナーによると、ヒッタイトやアッシリア、バビロニアなどの都市でも発展していたと指摘している。そのためペプスナーなどはヒッポダモスを盟道者と位置づけている。ヒッポダモスの示した社会概念は将来像までをも考えたものではほとんどなかったともされているが、都市が理想的社会秩序を形として具体化するものであると認識した最初の人、また一方でトゥリオイ（BC443年建設）の計画にある汎ヘレニズム世界の息吹を与えたという指摘がされている。
博識者の側面を持つため、都市計画の書籍でしばしばヒッポダモスが設計した、と記されているが、一方で建築家や土木技師などではないことも指摘され、実務者として実際の都市建設業務などには一度も携わらなかったともみられている。ヒッポダモスの理論で建設されたとされるロドスの都市計画など、実施計画案などでのヒッポダモス自身の関与は、かなり少ないとされている。が、テミクレトスによりBC475年から450年頃にかけて建設されたとされ、儀礼的な囲い込まれたアゴラを中心部の特徴とし、格子状プランにのったペイライエウスの計画へは多く関わっているとされている。

## おもな都市計画
- ミレトスの新都市：BC479年ごろ開始
- ヒポダンカのアゴラ
- ペイライエウス都市計画（現アテネ市内）：BC475年から450年ごろにかけてとされる。
- ギリシャではそのほか、プリエネとエリエントスの都市計画に関わる
- トゥリオイ（現南イタリア）：BC443年ごろ
- ロドス：BC408年ごろ